# اوا آنتالتسووا
اوا آنتالتسووا (اسلواکی: Eva Antalecová؛ زادهٔ ۱۸ ژانویهٔ ۱۹۶۶) بازیکن زن بسکتبال اهل چکسلواکی بود. وی در بازی‌های المپیک تابستانی ۱۹۹۲ شرکت کرده‌است.